# Ralf König
Ralf König (Westönnen, 8 agosto 1960) è un fumettista e scrittore tedesco, e uno dei più celebri autori di fumetti a tematica gay del mondo.

## Biografia
Dopo aver frequentato la scuola dell'obbligo, König svolse un apprendistato come falegname. Nel 1979 fece coming out come omosessuale e già nello stesso anno partecipò alla prima grande manifestazione Homolulu a Francoforte. Riprese quindi a studiare per la maturità e dal 1981 al 1986 frequentò l'Accademia Statale di Belle Arti di Düsseldorf, con particolare riguardo all'arte libera. In parallelo prese a pubblicare fumetti dal 1979: la sua prima opera, dal titolo Schwul-Comix I ("Fumetti Gay I"), venne pubblicato a Berlino dalla casa editrice Rosa Winkel (il cui nome allude al triangolo rosa). Dopo aver vissuto a Soest, Dortmund e Berlino, König vive oggi a Colonia.
Ralf König è stato membro di gruppi omosessuali regionali ed è attualmente membro della Homosexuelle Selbsthilfe ("Autoaiuto omosessuale"), un'associazione di assistenza e finanziamento. König sostiene attraverso le sue opere l'emancipazione dei gay e la prevenzione contro l'AIDS ed è anche un sostenitore dell'Akademie Waldschlösschen ("Accademia Castelletto nel Bosco", altra fondazione di assistenza agli omosessuali), alla quale fa riferimento in diversi suoi fumetti.

### Opere
Nelle sue opere König rappresenta in modo fedele e ironicamente dissacrante la vita quotidiana dei gay in Germania così come altre tematiche omosessuali. Il suo stile è quello dei cartoons. Inizialmente limitatosi a brevi storie della durata di una o poche pagine, dal 1987 (anno di Kondom des Grauens, Il condom assassino) si dedica anche a interi libri di fumetti con storie più elaborate. Le sue storie sono sempre scritte in modo umoristico, trattano però anche temi seri quali il conflitto tra sesso godereccio e il timore di contrarre il virus HIV. Frequentemente descrive la giornata tipica degli omosessuali, spesso attingendo da esperienze personali. Molte delle sue storie contengono anche descrizioni esplicite di pratiche omosessuali.
Nonostante i lavori di König non si occupino quasi mai di questioni politiche o di critica sociale, il fatto che i suoi fumetti siano diffusi presso un vasto pubblico eterosessuale contribuisce a far considerare l'omosessualità sempre di più un fenomeno normale, con ciò influenzando il mutamento sociale. Mentre all'inizio König aveva principalmente gay come lettori affezionati, il fumetto Der bewegte Mann ("Un uomo in bilico") gli valse l'apprezzamento del pubblico eterosessuale, addirittura al di fuori della cerchia di lettori di fumetti. Tuttavia nei suoi lavori si nota una certa dicotomia: da un lato ci sono opere più esplicite (come Kondom des Grauens, Bullenklöten e Superparadise), destinate maggiormente ad un pubblico gay, dall'altro ci sono libri graficamente più castigati (che non mostrano ad esempio peni eretti), come Der bewegte Mann o Wie die Karnickel ("Come conigli"), che sono rivolti anche a lettori eterosessuali.
L'Ispettorato Federale per i media dannosi per i giovani (Bundesprüfstelle für jugendgefährdende Medien) ha respinto nel 1995 una richiesta di messa all'Indice del fumetto Bullenklöten ("Palle di toro") da parte dell'Ente bavarese per la gioventù. Tuttavia, per ordine della procura di Meiningen (1996), ebbe luogo in tutto il territorio federale un'operazione di indagine e sequestro in oltre 1000 librerie, rivolta soprattutto contro il fumetto Kondom des Grauens, ma anche contro altri minori. Tuttavia nei confronti di tali opere non venne sporta alcuna denuncia. Molte opere di König sono state utilizzate come sceneggiature di film: Kondom des Grauens, Der bewegte Mann, Wie die Karnickel e Lysistrata. Di queste ultime due opere è stata anche tratta una rappresentazione con pupazzi. I fumetti di König sono stati tradotti in numerose lingue e l'autore è stato insignito di parecchi premi e onorificenze, tra cui nel 1992 il Premio Max e Moritz come miglior disegnatore di fumetti nel mondo tedesco. In Italia molte delle opere di König sono pubblicate dalla rivista Linus e dall'editore Kappa Edizioni.

## Tutte le opere

### Fumetti
Nota: diversi episodi dei fumetti di Koenig sono stati tradotti in Italia sul mensile Linus.
- Sarius, 1981
- Das sensationelle Comic-Book, 1981
- SchwulComix, 1981
- SchwulComix 2, 1984
- Macho Comix, 1984
- SchwulComix 3, 1985
- SchwulComix 4, 1986
- Kondom des Grauens, 1987. Traduzione italiana: Il condom assassino, Mare nero, Roma 2000. Seconda traduzione italiana: Il condom assassino, Renbooks, Bologna, 2016.
- Der bewegte Mann, 1987. Traduzione italiana della pubblicazione ad episodi: Un uomo in bilico, pubblicata a puntate su Linus. Traduzione italiana della pubblicazione in volume: Tutti lo vogliono. Kappa Edizioni, Bologna 2007.
- Lysistrata, 1987
- Pretty Baby, 1988 (seguito di Der bewegte Mann), Traduzione italiana: I nuovi uomini. Kappa Edizioni, Bologna 2009.
- Comics, Cartoons, Critzeleien, 1988
- Safere Zeiten, 1988
- Beach Boys, 1989
- Prall aus dem Leben, 1989
- Bis auf die Knochen, 1990 (seguito di Kondom des Grauens). Traduzione italiana: Il condom assassino, Renbooks, Bologna 2016.
- Heiße Herzen, 1990 (con Detlev Meyer)
- Zitronenröllchen, 1990
- Schwulxx-Comix, 1990 (con Walter Moers)
- Deutsche Tuntenpost, 1991
- Bullenklöten!, 1992. Traduzione italiana: Palle di toro, Kappa Edizioni, Bologna 2005.
- ...und das mit links!, 1993
- Konrad und Paul, 1993. Traduzione italiana: Konrad & Paul, Blue press, Roma 1994.
- Konrad und Paul 2, 1994
- Jago, 1998
- Superparadise, 1999 (seguito di Bullenklöten). Traduzione italiana: Superparadise. Kappa Edizioni, Bologna 2005.
- Poppers! Rimming! Tittentrimm!, 2001
- Wie die Karnickel, 2002
- Sie dürfen sich jetzt küssen, 2003 (altro seguito di Bullenklöten). Traduzione italiana: Lo Sposo bacia la sposa. Kappa Edizioni, Bologna 2006.
- Suck my duck, 2004
- Roy und Al, 2004. Traduzione italiana: Roy & Al, Kappa Edizioni, Bologna 2005.
- Dschinn Dschinn. Der Zauber des Schabbar, 2005. Traduzione italiana: Genio per amore - Il sortilegio di Shabbar, Kappa Edizioni, Bologna 2010.

### Serie di fumetti
- Bodo und Heinz, 1983–1986
- Konrad und Paul, dal 1990
- Roy & Al, dal 2003

### Film basati su opere di Ralf König
- Der bewegte Mann, 1994
- Kondom des Grauens, 1996 (sceneggiatura di Ralf König)
- Wie die Karnickel, 2002 (sceneggiatura di Ralf König)
- Lisístrata, Spagna 2002 (tratto da Lysistrata)